# Boeing 777
Boeing 777 je dvoumotorový širokotrupý dopravní letoun vyráběný společností Boeing Commercial Airplanes (Boeing), běžně označovaný jako Triple Seven. Byl navržen tak, aby překlenul mezeru mezi typy Boeing 767 a Boeing 747 a nahradil starší letouny DC-10 nebo L-1011 TriStar. Vývoj probíhal ve spolupráci s osmi hlavními leteckými společnostmi. První schůzka proběhla v lednu 1990 a první objednávka byla ohlášena 14. října 1990 od United Airlines. Prototyp byl představen při „roll outu“ 9. dubna 1994. První let prototypu Boeing 777-200 (registrace N7771) se uskutečnil 12. června 1994. Do služby model 777 vstoupil 7. června 1995 u United Airlines. Varianty s větším doletem byly uvedeny 29. února 2000 a první dodávky probíhaly od 29. dubna 2004.
Jde o největší vyráběný dvoumotorový proudový letoun, jeho typická kapacita ve 3 třídách je 301 až 368 cestujících a dolet 9 704 až 15 844 km (5 240 až 8 555 námořních mil). Je zřetelný díky dvouproudovým motorům s velkým průměrem, šestikolému hlavnímu podvozku, plně kruhovému průřezu trupu a zploštělé ocasní části (tzv. „tail cone“). Jako první z Boeingů má ovládací prvky „fly-by-wire“. Zpočátku soutěžil s typy Airbus A340 a McDonnell Douglas MD-11, které se již nevyrábí a později s letouny s Airbus A330-300 a Airbus A350XWB.
Původní Boeing 777 s maximální vzletovou hmotností (MTOW) 247–299 t byl vyráběn ve dvou trupových délkách: po prvním modelu -200 následoval v roce 1997 prodloužený 777-200ER; a o 10,13 m delší verze 777-300 v roce 1998. Tyto klasické verze typu 777 byly poháněné motory General Electric GE90, Pratt & Whitney PW4000 nebo Rolls-Royce Trent 800 o tahu 343–436 kN (77 200–98 000 lbf). Varianta s delším doletem 777-300ER a maximální vzletovou hmotností 347–352 t (766 000–775 000 lb) vstoupila do služby v roce 2004, varianta s ještě větším doletem 777-200LR v roce 2006 a nákladní 777F v roce 2009. Tyto dálkové varianty jsou vybaveny motory GE90 o tahu 489–513 kN (110 000–115 300 lbf) a prodlouženými, zakřivenými konci křídel. V listopadu 2013 společnost Boeing oznámila vývoj modelu Boeing 777X, který by měl být uveden do služby na začátku 20. let 21. století. Model 777X disponuje kompozitovými křídly se skládacími konci a motory General Electric GE9X.
Je nejčastějším širokotrupým letounem. Obdržel více objednávek než kterékoli jiné širokotrupé letadlo – k srpnu 2019 byly zadány více než 60 zákazníky objednávky na 2 049 letadel všech verzí, s 1 609 již dodanými kusy. Nejběžnější a nejúspěšnější variantou je 777-300ER s 810 dodanými letouny a 844 objednanými. V červenci 2018 byla největším operátorem se 163 letadly společnost Emirates. V březnu 2018 se typ 777 se stal nejvíce vyráběným širokotrupým Boeingem, čímž překonal Boeing 747. Do února 2019 byl Boeing 777 zapojen do 28 leteckých nehod a incidentů, včetně sedmi vážných nehod („hull loss“, pět za letu a dva na zemi), což mělo za následek 541 úmrtí spolu se třemi únosy.
Motory GE90 používané na modelech 777 mají větší průměr než trup nejmenších modelů z řady Boeing 737.

## Vývoj

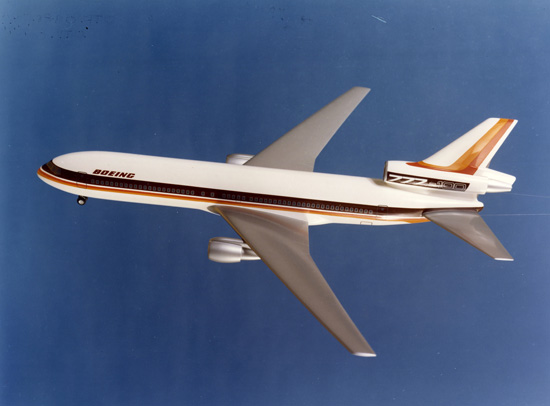
Koncept třímotorového Boeingu 777-100

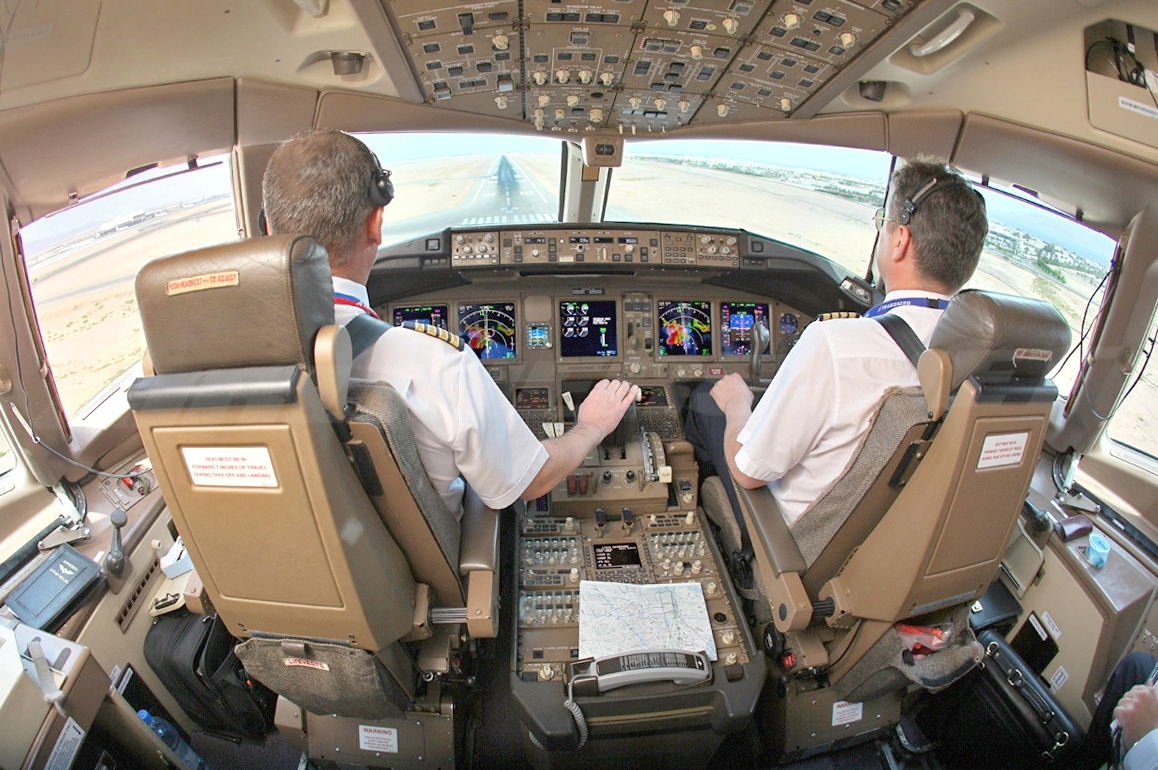
Skleněný kokpit stroje 777-200ER

Boeing 777 je první letadlo navržené výhradně na počítači jako 3D model, je to rovněž první letoun v historii navržený ve spolupráci s leteckými společnostmi a cestujícími. Hlavními společnostmi podílející se na vývoji byly United Airlines, All Nippon Airways, British Airways, Jet Airways, Qantas a Cathay Pacific. Filozofie „Working together“ znamenala, že Boeing 777 se stal zákaznicky nejorientovanějším letadlem.
Důvodem, proč Boeing zahájil vývoj typu 777 byla skutečnost, že si výrobce uvědomil mezeru ve své produktové řadě mezi typy Boeing 767-300ER a 747-400, co se týče velikosti i doletu. V té době již řada leteckých společností musela přemýšlet o náhradě starších typů letadel DC-10 a Lockheed L-1011 TriStar, jejichž koncepce pocházela ze šedesátých let. Na trhu se tedy objevil prostor pro vývoj nového typu letadla. Kromě Boeingu na tento nový segment trhu reagovala i společnost Airbus a vyvinula pro něj typy Airbus A330 a Airbus A340, jež se staly hlavními konkurenty letounu Boeing 777. Původně Boeing zamýšlel nabídnout leteckým společnostem letoun, který by vznikl prodloužením typu 767. Navrhl proto koncept 767-X, který měl delší trup a větší rozpětí než typ 767, jeho kapacita byla 340 cestujících a dolet 13 500 km. Letecké společnosti však chtěly letadlo schopné létat na krátkých ale i na mezikontinentálních letech, s průřezem kabiny podobným typu 747, plně flexibilním uspořádáním kabiny a nízkými provozními náklady, kterých nemohla žádná prodloužená varianta typu 767 dosáhnout. Výsledkem byl vývoj nového dvoumotorového letounu.

## Varianty

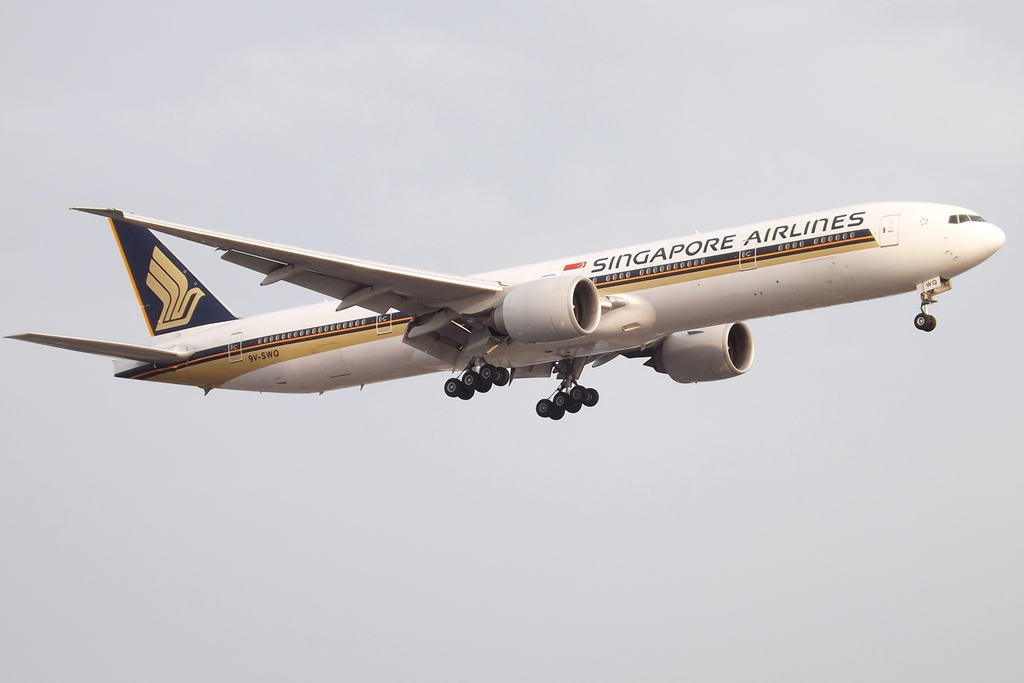
Boeing 777-300ER Singapore Airlines v roce 2013

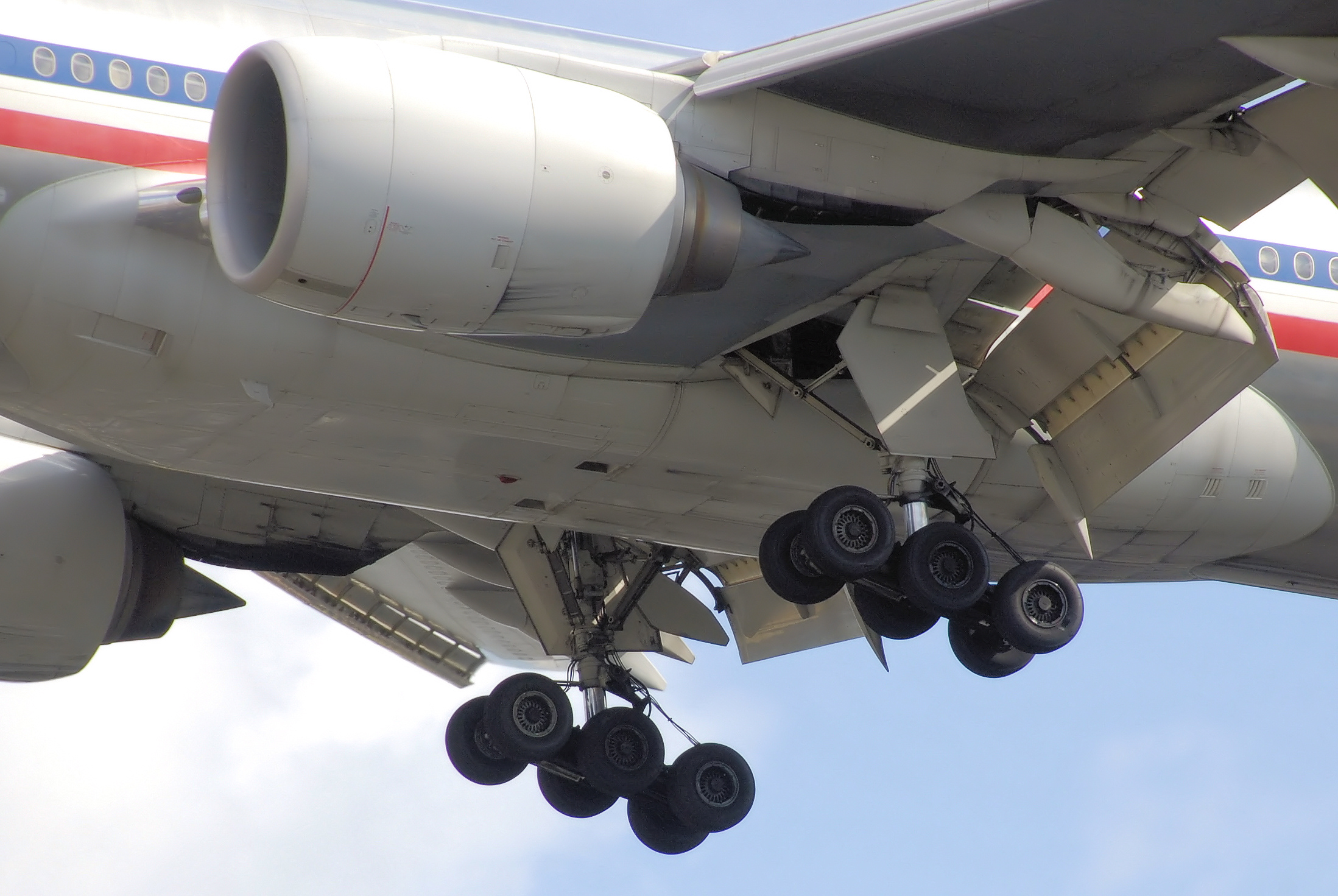
Levý motor a vysunutý podvozek Boeingu 777-200ER

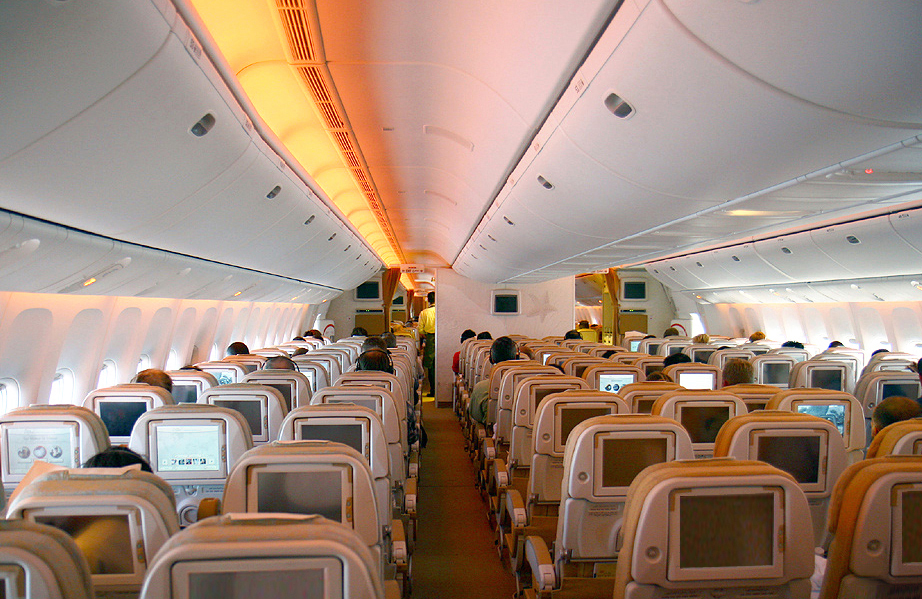
Turistická třída Boeingu 777

Boeing používá dvě charakteristiky pro model 777. První je počet cestujících a druhou je délka maximálního doletu.

### Boeing 777-100
(771B) byl zamýšlen jako nejmenší (zkrácená) verze s doletem 10 800 až 14 250 km. Boeing nabídnul 777-100 společnostem Delta Air Lines a Continental Airlines jako možnou náhradu za stárnoucí letouny typů L-1011 a DC-10. Obě společnosti však nabídku, zřejmě s ohledem na vysokou hmotnost letadla a vysoký poměr ceny na jednoho pasažéra, odmítly. Řada 777-100 se tak nikdy nedostala do výroby. Namísto ní Boeing vyvinul pro tento segment trhu typ 767-400ER. V dnešní době[kdy?] již tento segment trhu pokrývá letoun Boeing 787-9 Dreamliner.

### Boeing 777-200
je základní verze typu 777. Jeho délka je 63,7 m, výška 18,5 m, rozpětí křídel 60,9 m, průměr trupu 6,19 m. 777-200 má maximální vzletovou hmotnost mezi 229 a 247 tunami a dolet mezi 7 000 a 9 500 km. Kapacita letadla je 305 až 440 sedadel. Prvním zákazníkem, kterému byl letoun této řady předán, byla v květnu 1995 společnost United Airlines. Přímým konkurentem je Airbus A330-300.

### Boeing 777-200ER
je verze odvozená od modelu 777-200. Původně byla označována jako 777-200IGW (zkratka IGW znamená „increased gross weight“, tedy „zvýšená celková hmotnost“). Maximální vzletová hmotnost této verze mezi 263 a 286 tunami umožňuje pojmout větší množství paliva a dosáhnout tak v běžném provozu doletu 11 000 až 14 300 km. Typická cestovní rychlost je 0.84 Mach, tedy 895 km/h. První letoun řady 777-200ER byl dodán v únoru 1997 společnosti British Airways. Boeing 777-200ER společnosti Malaysia Airlines překonal rekord v délce letu, když bez přistání přeletěl vzdálenost mezi Boeing Field a Kuala Lumpur o délce 20 044 km za 21 hodin a 23 minut. Přímým konkurentem je Airbus A340-300.

### 777-200LR Worldliner
má dolet 17 395 km, což ho činí komerčním dopravním letounem s 2. nejdelším doletem na světě, hned po Airbus A350-900ULR. Jeho maximální vzletová hmotnost je 347 tun. Typická cestovní rychlost je 0.84 Mach, tedy 895 km/h. Prvním uživatelem tohoto modelu se stala v roce 2006 společnost Pakistan International Airlines. Přímým konkurentem je Airbus A340-500.

### Boeing 777-300
je prodloužená verze – délka letounu je 73,9 m – tedy cca o 10 m delší než 777-200, ostatní rozměry jsou stejné jako u řady 200. Typická konfigurace je 301 sedadel, letoun je schopný přepravit až 550 cestujících. Maximální vzletová hmotnost je 299 tun, dolet je 11 135 km. Typická cestovní rychlost je 0,84 Mach, tedy 895 km/h. Letadlo má namontované manévrovací kamery pod přední částí trupu a na ocase, aby pilotům pomáhaly při manévrovaní tohoto letadla. Prvním uživatelem tohoto modelu se v roce 1998 stala společnost Cathay Pacific. Ve výrobním programu firmy Airbus nemá 777-300 bezprostřední ekvivalent, Airbus nabízí ve svých konkurenčních nabídkách letoun s delším doletem – typ A340-600.

### 777-300ER

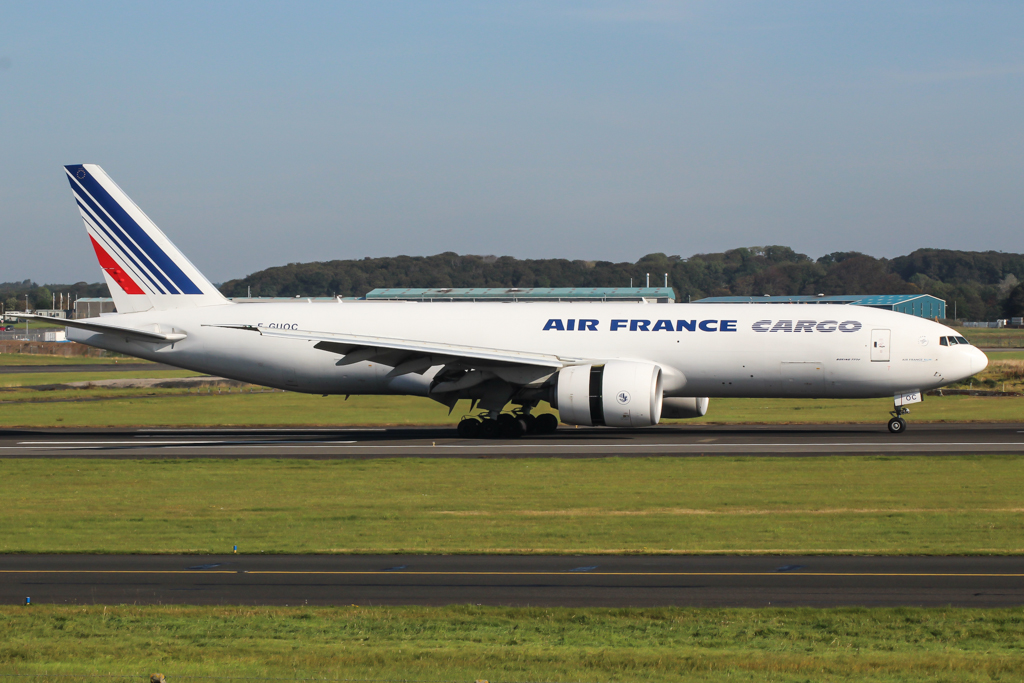
Nákladní Boeing 777 verze Freighter patřící společnosti Air France v roce 2015

má v typické konfiguraci s 365 cestujícími dolet 14 685 km. Maximální vzletová hmotnost je 351 tun. Typická cestovní rychlost je 0.84 Mach, tedy 895 km/h. Letoun byl navržen jako náhrada staršího typu 747-400. Prvním uživatelem se v roce 2004 stala společnost Air France. Přímým konkurentem je Airbus A340-600.

### 777 Freighter
je nákladní verze Boeingu 777. S maximální vzletovou hmotností 347 tun pojme až 104 tun užitečného nákladu. Typická cestovní rychlost je 0,84 Mach, tedy 895 km/h. Maximální dolet 9 045 km.

### 777-8 a 777-9
-8 a prodlouženější -9 jsou nové verze pod označením Boeing 777X, byly oznámeny v roce 2013. Obě verze budou mít nové kabiny po vzoru Dreamlineru, budou úspornější.
V letových řádech se setkáme se zkráceným označováním typů letadel. Verze 777-200 bývá ve zkrácené notaci označována 772 nebo 772A, zatímco verze 777-300ER bývá značena 773ER nebo 773B.

## Nehody a incidenty

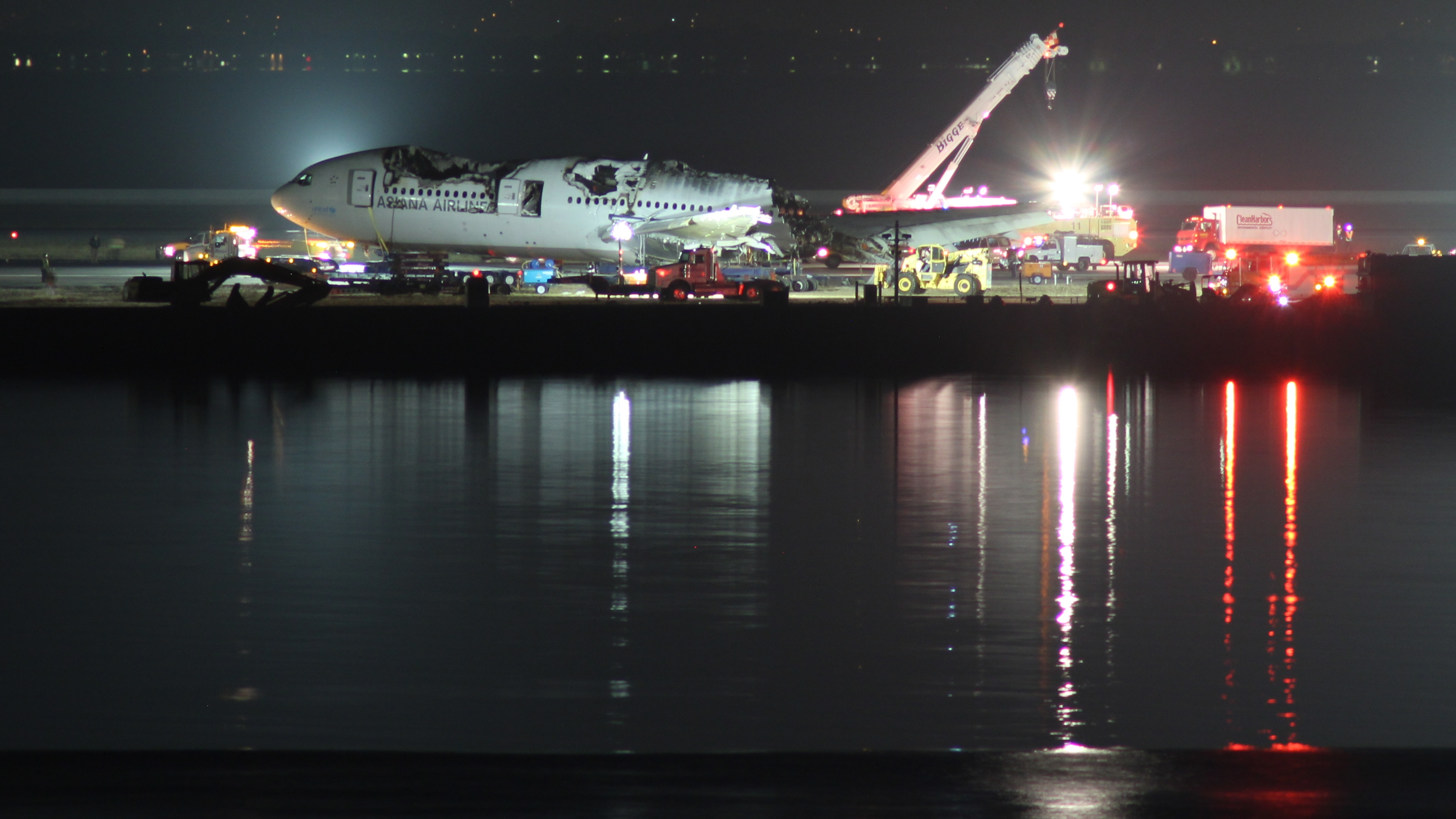
Odstraňování zbytků z Boeingu 777 společnosti Asiana po nehodě v San Franciscu v roce 2013

Boeing 777 patří mezi nejbezpečnější dopravní letadla na světě. Databáze ASN Aviation Safety Database obsahuje celkem osmnáct záznamů, z nichž tři jsou únosy letadla.[zdroj?]
- Na mezinárodním letišti v Denveru (USA) uhořel v roce 2001 technik, který způsobil požár neopatrností při doplňování paliva.
- Dne 17. ledna 2008 letadlu Boeing 777-200ER společnosti British Airways, letícímu z Pekingu do Londýna, vysadily 20 sekund před přistáním na londýnském letišti Heathrow oba motory. Po tvrdém dosednutí v předpolí přistávací dráhy bylo letadlo natolik poškozeno, že muselo být odepsáno. Mezi cestujícími došlo k 47 převážně lehkým zraněním. Vyšetřovatelé nakonec dospěli k závěru, že nehodu způsobil led ze zbytků vody (obsažené v podchlazeném palivu), který narostl na čelech trubiček výměníků tepla olej/palivo u obou motorů, čímž se značně omezil průtok paliva. Konstrukce výměníku byla vhodně upravena.
- Dne 6. července 2013 došlo k havárii letadla Boeing 777-200ER společnosti Asiana Airlines (OZ214), letícím ze Soulu do San Francisca. Letadlo během tvrdého přistání na mezinárodním letišti v San Franciscu ztratilo ocasní část a po přistání začalo hořet. Na palubě bylo celkem 307 lidí. Nehoda si vyžádala tři mrtvé a 181 zraněných. Podle předběžných výsledků vyšetřování nehodu způsobila chyba jihokorejských pilotů. (Letoun letěl při přistávacím manévru příliš nízko a pomalu.) [8]
- Dne 7. března 2014 došlo k havárii letadla Boeing 777-200ER společnosti Malaysia Airlines během letu Kuala Lumpur – Peking (MH370) Řízení letového provozu ztratilo nad Thajským zálivem s letadlem kontakt, letoun následně změnil směr a výšku letu. Dle analýzy satelitních dat se letoun zřítil v odlehlé oblasti Indického oceánu západně od australského Perthu. Nikdo z celkem 239 osob na palubě (227 pasažérů a 12 členů posádky) nehodu zřejmě nepřežil.[9] Příčina havárie dosud není zjištěna; jedná se buď o záměrný čin, nebo o důsledek závažné poruchy stroje. Prvním hmatatelným důkazem zkázy letu MH370 je přistávací klapka z pravého křídla letadla typu Boeing 777, která byla nalezena v červenci roku 2015 na ostrově Réunion; na základě vyšetřování bylo zjištěno, že se jedná právě o klapku ztraceného Boeingu 777-200ER Malaysia Airlines.
- Dne 17. července 2014 došlo nad východní Ukrajinou v oblasti Hrabove k havárii letadla typu Boeing 777-200ER společnosti Malaysia Airlines (MH17). Letadlo s 298 lidmi na palubě bylo podle ukrajinského ministerstva vnitra sestřeleno. Let MH17 letěl z Amsterdamu do Kuala Lumpur. Letoun byl v provozu přesně 17 let, poprvé tedy vzlétl 17. července 1997.
- Dne 3. srpna 2016 havaroval Boeing 777-300 společnosti Emirates (Let Emirates 521), letící na lince z Tiruvanantapuram do Dubaje. Při přistání v Dubaji stroj havaroval a začal hořet. Všech 300 osob na palubě z letadla uniklo. Jedinou obětí havárie se stal zasahující hasič. Letoun byl zcela zničen požárem.
- Dne 20. února 2021 došlo ke strukturálnímu selhání lopatky pravého motoru u letu společnosti United Airlines (United flight 328), z motoru odpadly kusy nad Denverem a dopadly do rezidenční čtvrti. Nikdo nebyl zraněn. Stroje s motory Pratt and Whitney 4000 byly uzemněny v USA a Japonsku.

## Specifikace
| Model                                              | 777-200                               | 777-200ER                             | 777-200LR                             | 777 Freighter                         | 777-300                               | 777-300ER                             | 777-8                                                       | 777-9                                                       |
| -------------------------------------------------- | ------------------------------------- | ------------------------------------- | ------------------------------------- | ------------------------------------- | ------------------------------------- | ------------------------------------- | ----------------------------------------------------------- | ----------------------------------------------------------- |
| Piloti                                             | 2                                     | 2                                     | 2                                     | 2                                     | 2                                     | 2                                     | 2                                                           | 2                                                           |
| Kapacita cestujících                               | 313 (2 cestovní třídy) 440 (max.)     | 313 (2 cestovní třídy) 440 (max.)     | 313 (2 cestovní třídy) 440 (max.)     | —                                     | 396 (2 cestovní třídy) 550 (maximum)  | 396 (2 cestovní třídy) 550 (maximum)  | 353 (3 cestovní třídy)                                      | 427 (3 cestovní třídy)                                      |
| Délka                                              | 63,7 m                                | 63,7 m                                | 63,7 m                                | 63,7 m                                | 73,9 m                                | 73,9 m                                | 69,5 m                                                      | 76,5 m                                                      |
| Rozpětí                                            | 199 ft 11 in (60,9 m)                 | 199 ft 11 in (60,9 m)                 | 212 ft 7 in (64,8 m)                  | 212 ft 7 in (64,8 m)                  | 199 ft 11 in (60,9 m)                 | 212 ft 7 in (64,8 m)                  | Unfolded: 235 ft 6 in (71,8 m) Folded: 212 ft 8 in (64,8 m) | Unfolded: 235 ft 6 in (71,8 m) Folded: 212 ft 8 in (64,8 m) |
| Výška                                              | 18,5 m                                | 18,5 m                                | 18,6 m                                | 18,6 m                                | 18,5 m                                | 18,5 m                                | 19,7 m                                                      | 19,7 m                                                      |
| Šířka kabiny                                       | 5,87 m                                | 5,87 m                                | 5,87 m                                | 5,87 m                                | 5,87 m                                | 5,87 m                                | 5,97 m                                                      | 5,97 m                                                      |
| Šířka trupu                                        | 6,20 m                                | 6,20 m                                | 6,20 m                                | 6,20 m                                | 6,20 m                                | 6,20 m                                | 6,20 m                                                      | 6,20 m                                                      |
| Kapacita cargo                                     | 162 m³                                | 162 m³                                | 162 m³                                | 653 m³                                | 216 m³                                | 216 m³                                | ?                                                           | ?                                                           |
| Váha prázdného letadla                             | 134 800 kg                            | 138,100 kg                            | 145,150 kg                            | 144,400 kg                            | 160,500 kg                            | 167,800 kg                            | ?                                                           | 188,241 kg                                                  |
| Maximální přistávací váha                          | 201,840 kg                            | 213,180 kg                            | 223,168 kg                            | 260,816 kg                            | 237,680 kg                            | 251,290 kg                            | ?                                                           | 252,651 kg                                                  |
| Maximální vzletová váha (MTOW)                     | 247,200 kg                            | 297,550 kg                            | 347,500 kg                            | 347,800 kg                            | 299,370 kg                            | 351,500 kg                            | 351,500 kg                                                  | 351,500 kg                                                  |
| Letová rychlost                                    | Mach 0.84, 892 km/h ve výšce 11 000 m | Mach 0.84, 892 km/h ve výšce 11 000 m | Mach 0.84, 892 km/h ve výšce 11 000 m | Mach 0.84, 892 km/h ve výšce 11 000 m | Mach 0.84, 892 km/h ve výšce 11 000 m | Mach 0.84, 892 km/h ve výšce 11 000 m | ?                                                           | ?                                                           |
| Maximální rychlost                                 | Mach 0.89, 945 km/h ve výšce 11 000 m | Mach 0.89, 945 km/h ve výšce 11 000 m | Mach 0.89, 945 km/h ve výšce 11 000 m | Mach 0.89, 945 km/h ve výšce 11 000 m | Mach 0.89, 945 km/h ve výšce 11 000 m | Mach 0.89, 945 km/h ve výšce 11 000 m | ?                                                           | ?                                                           |
| Maximální dolet (s maximálním užitečným zatížením) | 9 700 km                              | 13 100 km                             | 15 800 km                             | 9 200 km                              | 11 100 km                             | 13 600 km                             | 16 100 km                                                   | 14 100 km                                                   |
| Motory (2x)                                        | PW 4077 RR 877 GE90-77B               | PW 4090 RR 895 GE90-94B               | GE90-110B1 GE90-115B1                 | GE90-110B1 GE90-115B1                 | PW 4098 RR 892 GE90-92B/-94B          | GE90-115B1                            | GE9X                                                        | GE9X                                                        |